# Sextonia rubra
Espèce
Classification phylogénétique

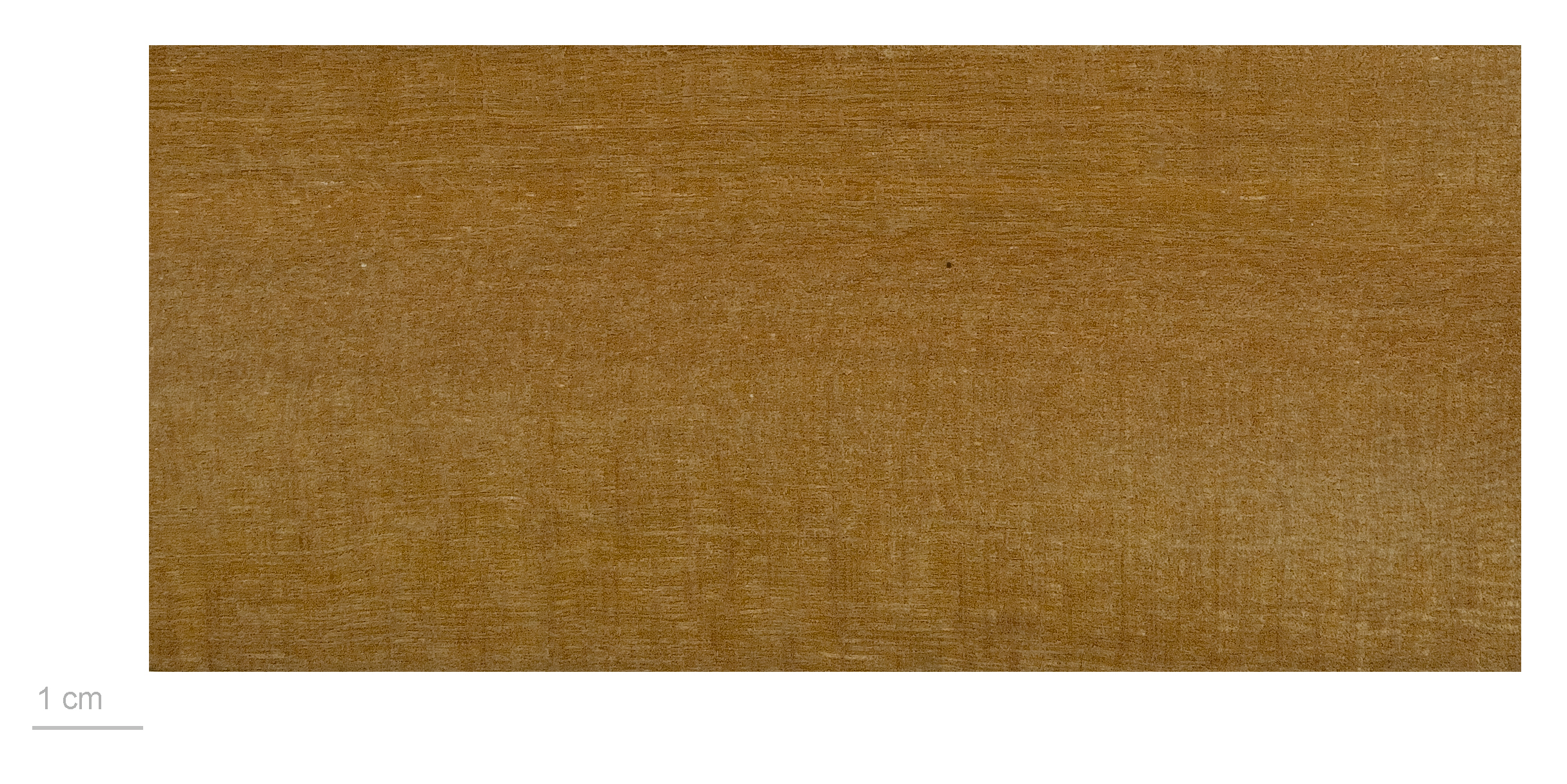
Sextonia rubra - Muséum de Toulouse

Sextonia rubra, anciennement Ocotea rubra, appelé grignon franc en Guyane, est une espèce de plantes à fleurs de la famille des Lauraceae. C'est un arbre tropical présent dans le bassin amazonien et sur le plateau des Guyanes. C'est un arbre de forêt primaire.
Le grignon franc est l'une des quatre principales essences exploitée en Guyane

## Synonymes
- Louro vermelho en brésilien ; nom commercial international.
- Ocotea rubra Mez